# 動力省
動力省 (Ministry of Power) は、かつて存在したイギリスの省である。エネルギー関連事項を扱っていた。
動力省（旧称燃料動力省 Ministry of Fuel and Power）は、1942年6月11日に商務省から機能を分離されて設置され、石炭生産、燃料供給の割り当て、エネルギー価格の統制、及びガソリン配給を管掌した。これらはかつて鉱山大臣が、また石油については1940年以降石油大臣が管掌していた。 また、電力関連の職務を戦時輸送省から継承した。
燃料動力省は、1957年1月に動力省 (Ministry of Power) へと改称した。 その後動力省は、1969年10月6日に技術省 (Ministry of Technology) の一部門となり、1970年10月20日に通商産業省 (Department of Trade and Industry) となった。
同省に勤務していた人物としては、以下のような人々がいる。
- アーサー・ボイッシャー：広報部長 （1943年–1945年）、元ハロウ・スクール校長
- モーリス・ブリッジマン：石油部門の首席次官補（1944年–1946年）
- サー・ドナルド・ファーガソン：事務次官（1945年–1952年）
- ジョン・モード：のちのレッドクリフ＝モード卿、公務員（1952年–1958年）
- ハロルド・ウィルソン：経済・統計部長 (1943年–1944年）、のち首相

## 歴代大臣

### 燃料動力大臣
| 氏名                         | 肖像 | 政党   | 就任           | 退任           | 備考               |
| ---------------------------- | ---- | ------ | -------------- | -------------- | ------------------ |
| グウィリム・ロイド＝ジョージ |      | 自由党 | 1942年6月3日   | 1945年7月26日  |                    |
| エマニュエル・シンウェル     |      | 労働党 | 1945年8月3日   | 1947年10月7日  |                    |
| ヒュー・ゲイツケル           |      | 労働党 | 1947年10月7日  | 1950年2月28日  | 大臣職が閣外へ移動 |
| フィリップ・ノエル＝ベイカー |      | 労働党 | 1950年2月28日  | 1951年10月31日 |                    |
| ジェフリー・ロイド           |      | 保守党 | 1951年10月31日 | 1955年12月20日 |                    |
| オーブリー・ジョーンズ       |      | 保守党 | 1955年12月20日 | 1957年1月13日  |                    |

### 動力大臣
| 氏名                   | 肖像 | 政党   | 就任           | 退任           | 備考                 |
| ---------------------- | ---- | ------ | -------------- | -------------- | -------------------- |
| パーシー・ミルズ       |      | 保守党 | 1957年1月13日  | 1959年10月14日 |                      |
| リチャード・ウッド     |      | 保守党 | 1959年10月14日 | 1963年10月20日 | 大臣職が閣外へ移動   |
| フレデリック・エロール |      | 保守党 | 1963年10月20日 |                | 大臣職が閣内に復帰   |
| フレッド・リー         |      | 労働党 | 1964年10月18日 | 1966年4月6日   |                      |
| リチャード・マーシュ   |      | 労働党 | 1966年4月6日   | 1968年4月6日   |                      |
| レイ・ガンター         |      | 労働党 | 1968年4月6日   | 1969年7月1日   |                      |
| ロイ・メイスン         |      | 労働党 | 1968年7月1日   | 1969年10月6日  | 省廃止：技術省と統合 |

## 政務次官
| 氏名                                         | 肖像 | 政党   | 就任           | 退任           | 備考     |
| -------------------------------------------- | ---- | ------ | -------------- | -------------- | -------- |
| ジェフリー・ロイド                           |      | 保守党 | 1942年6月3日   | 1945年5月23日  | 共同     |
| トム・スミス                                 |      | 労働党 | 1942年6月3日   | 1945年5月23日  | 共同     |
| オースティン・ハドソン                       |      | 保守党 | 1945年5月26日  | 1945年7月26日  |          |
| ウィリアム・フォスター                       |      | 労働党 | 1945年8月4日   | 1946年5月10日  |          |
| ヒュー・ゲイツケル                           |      | 労働党 | 1946年5月10日  | 1947年10月7日  |          |
| アルフレッド・ローベンズ                     |      | 労働党 | 1947年10月7日  | 1951年4月26日  |          |
| ハロルド・ニール                             |      | 労働党 | 1951年4月26日  | 1951年10月31日 |          |
| ランスロット・ジョインソン＝ヒックス         |      | 保守党 | 1951年11月5日  | 1955年12月20日 |          |
| デイヴィッド・ロックハート＝ミュア・レントン |      | 保守党 | 1955年12月20日 |                |          |
| デイヴィッド・レントン                       |      | 保守党 | 1957年1月18日  | 1958年1月17日  | 動力省へ |
| イアン・ホロビン                             |      | 保守党 | 1958年1月17日  | 1959年10月22日 |          |
| ジョン・ジョージ                             |      | 保守党 | 1959年10月22日 | 1962年6月25日  |          |
| ジョン・ペイトン                             |      | 保守党 | 1962年6月25日  | 1964年10月18日 |          |
| ジョン・モリス                               |      | 労働党 | 1964年10月21日 | 1966年1月10日  |          |
| ジョージ・リンドグレン                       |      | 労働党 | 1966年1月10日  | 1966年4月6日   |          |
| ジェレミー・ブレイ                           |      | 労働党 | 1966年4月6日   | 1967年1月7日   |          |
| レジナルド・フリーソン                       |      | 労働党 | 1967年1月7日   | 1969年10月6日  | 省廃止   |